# Yelena Afanasyeva
Pour les articles homonymes, voir Afanassieva.
Yelena Afanassieva (en russe : Елена Афанасьева ; en anglais : Yelena Afanasyeva ; née le 1er mars 1967 à Koulebaki) est une athlète russe spécialiste du 800 mètres.

## Biographie

### Palmarès
| Date | Compétition                    | Lieu         | Résultat | Performance   |
| ---- | ------------------------------ | ------------ | -------- | ------------- |
| 1992 | Championnats d'Europe en salle | Gênes        | 3e       | 2 min 00 s 69 |
| 1992 | Coupe du monde des nations     | La Havane    | 3e       | 2 min 02 s 19 |
| 1993 | Championnats du monde en salle | Toronto      | 4e       | 2 min 01 s 87 |
| 1995 | Championnats du monde en salle | Barcelone    | 2e       | 1 min 59 s 79 |
| 1996 | Jeux olympiques                | Atlanta      | 5e       | 1 min 59 s 57 |
| 1997 | Championnats du monde          | Athènes      | 2e       | 1 min 57 s 56 |
| 1998 | Championnats d'Europe          | Budapest     | 1re      | 1 min 58 s 50 |
| 1998 | Coupe du monde des nations     | Johannesburg | 2e       | 2 min 00 s 20 |
| 2001 | Championnats du monde en salle | Lisbonne     | 5e       | 2 min 02 s 17 |

### Records
| Épreuve    | Épreuve      | Performance   | Lieu   | Date            |
| ---------- | ------------ | ------------- | ------ | --------------- |
| 800 mètres | En plein air | 1 min 56 s 61 | Zurich | 13 août 1997    |
| 800 mètres | En salle     | 1 min 58 s 73 | Moscou | 13 février 2001 |